# Dirty Harry
Dirty Harry is een Amerikaanse actiefilm uit 1971 met in de hoofdrol Clint Eastwood. De film werd geregisseerd door Don Siegel. Het verhaal is geïnspireerd door de jacht op de beruchte Zodiac Killer. Het is de eerste film in de "Dirty Harry"-filmreeks.
Harry Callahan is een inspecteur die altijd de smerige klusjes krijgt en keihard is tegen criminelen en zelfs zijn collega's. Vandaar zijn bijnaam Dirty Harry. Wanneer een moordenaar vlak na zijn arrestatie weer vrij komt, volgt Harry hem met gevaar voor eigen leven.

## Verhaal
Een sadistische seriemoordenaar, die zichzelf Scorpio (Andy Robinson) noemt, vermoordt een jonge vrouw door haar met een scherpschuttersgeweer vanaf een gebouw neer te schieten. Wanneer inspecteur Harry Callahan (Clint Eastwood) de plaats onderzoekt, vindt hij een lege huls en een brief van de moordenaar, waarin hij belooft dat hij doorgaat met moorden als de stad San Francisco hem geen $100.000 betaalt. De politiechef zet, met toestemming van de burgemeester (John Vernon), Harry op de zaak.
De volgende dag krijgt Harry te horen dat hij moet samenwerken met Chico Gonzalez (Reni Santoni), een beginnend politieman.
Een politiehelikopter weet de tweede moordpoging van Scorpio te voorkomen, maar kan niet voorkomen dat hij vlucht. De volgende nacht lukt het Scorpio wel om vanaf een ander dak van een gebouw een persoon neer te schieten. Om te voorkomen dat Scorpio nog meer slachtoffers maakt, zet de politie door de hele stad teams in om de daken van de gebouwen in de gaten te houden. Scorpio heeft het deze keer voorzien op een priester, die hij vanaf het dak wil neerschieten, waar hij eerder faalde en werd gezien door de helikopter. Voordat Scorpio de priester kan vermoorden, zien Harry en Chico hem. Een vuurgevecht vindt plaats maar uiteindelijk weet Scorpio te ontsnappen en hij vermoordt hierbij nog een politieagent.
Scorpio kidnapt vervolgens een jong meisje genaamd Ann Mary Deacon om haar te verkrachten en uiteindelijk levend te begraven. Hij neemt contact op met de stad en beveelt hen binnen een dag $200.000 aan hem te overhandigen, als ze het meisje nog levend willen terugzien. De burgemeester beslist om te betalen en laat Harry het geld brengen op de afgesproken plek. Zonder toestemming laat Harry Chico hem volgen, draagt een mes bij zich en draagt afluisterapparatuur. Als Harry aankomt op de afgesproken plek stuurt Scorpio hem via verschillende betaaltelefoons naar een van de stadsparken.
In dit stadspark wordt Harry geconfronteerd met Scorpio en deze beveelt Harry om zijn geweer en het geld te laten vallen. Als Harry dit heeft gedaan, verklaart Scorpio dat hij van gedachte is veranderd en dat hij heeft besloten om Harry en het ontvoerde meisje te vermoorden. Ondertussen is Chico ook aangekomen in het park en schiet op Scorpio. Chico wordt in dit vuurgevecht geraakt, maar omdat Scorpio was afgeleid, kon Harry hem met zijn mes in zijn been steken. Scorpio vlucht weg zonder het geld en laat de twee agenten achter. Chico overleeft zijn wond maar geeft aan dat hij zijn baan als politieagent opgeeft.
Na veel onderzoek weten Harry en zijn nieuwe partner Frank DiGiorgio waar Scorpio zich schuil houdt. De mannen vallen zijn woning binnen zonder een huiszoekingsbevel en weten hem te pakken te krijgen. Scorpio vertelt uiteindelijk waar hij het meisje heeft vastgehouden. Het meisje blijkt al langere tijd dood te zijn.
Omdat Harry het huis van Scorpio illegaal is binnengekomen wordt Scorpio vrijgelaten zonder proces.
Na een paar dagen kidnapt Scorpio dit keer een bus vol met kinderen. Hij vraagt nogmaals om een geldbedrag en om een privéjet die hem het land uit moet brengen. De burgemeester stemt weer in en wil Harry inzetten, maar dit keer weigert Harry. Harry volgt Scorpio zonder toestemming en weet op de bus te springen waarin Scorpio zich ophoudt. Nadat het Scorpio niet lukt om Harry van zich af te schudden tijdens de busrit, stopt hij de bus en vlucht naar een nabijgelegen steengroeve. Harry volgt hem en zo komt het tot een vuurgevecht. Scorpio weet een jongen die aan het vissen is in een nabijgelegen sloot te gijzelen. Harry doet net of hij zich gewonnen geeft, maar schiet Scorpio alsnog in zijn schouder. Scorpio probeert nog snel zijn pistool te pakken, maar nog voordat dit lukt schiet Harry hem dood.

## Rolverdeling
| Acteur           | Personage                                            |
| ---------------- | ---------------------------------------------------- |
| Clint Eastwood   | Inspecteur Harry Callahan                            |
| Harry Guardino   | Politieluitenant Al Bressler                         |
| Reni Santoni     | Inspecteur Chico Gonzalez                            |
| John Vernon      | Burgemeester, San Francisco                          |
| Andrew Robinson  | Scorpio                                              |
| John Larch       | Politiechef                                          |
| John Mitchum     | Inspecteur Frank "Fatso" DiGiorgio                   |
| Mae Mercer       | Mevrouw Russell                                      |
| Lyn Edgington    | Norma Gonzalez                                       |
| Josef Sommer     | Officier van Justitie William T. Rothko              |
| Ruth Kobart      | Schoolbuschauffeur Marcella Platt                    |
| Woodrow Parfrey  | Mijnheer Jaffe                                       |
| William Paterson | Rechter Bannerman                                    |
| James Nolan      | Drankverkoper                                        |
| Maurice Argent   | Sid Kleinman                                         |
| Jo de Winter     | Mevr. Willis                                         |
| Albert Popwell   | Bankrover (onvermeld)                                |
| Lois Foraker     | "Hot Mary" (onvermeld)                               |
| Debralee Scott   | Ann Mary Deacon (onvermeld)                          |
| Diana Davidson   | Sandra Benson, 1e slachtoffer in zwembad (onvermeld) |

## Achtergrond

### Productie

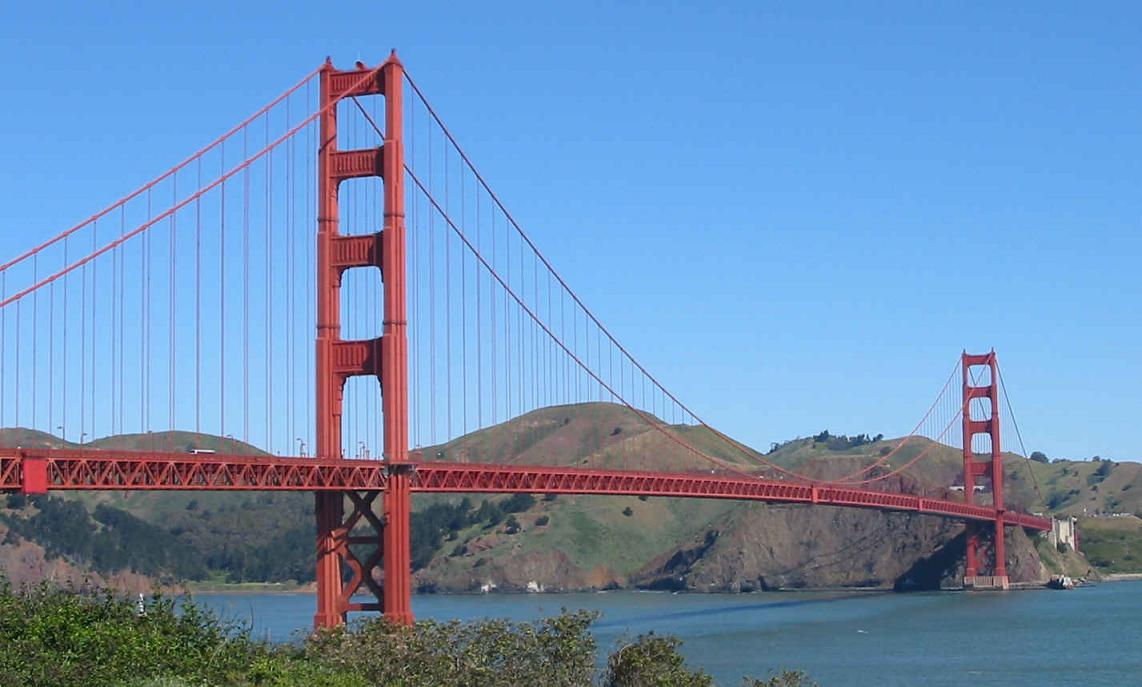
Een deel van de opnamen vonden plaats op en nabij de Golden Gate Bridge

Het oorspronkelijke scenario voor de film was getiteld Dead Right en werd geschreven door Julian en Rita Fink. Het verhaal zou plaatsvinden in New York in plaats van San Francisco. Daarnaast werd in het scenario Scorpio vermoord door een scherpschutter van de politie in plaats van Callahan. In nog een ander scenario werd Scorpio afgebeeld als een moordenaar van rijke criminelen die aan een gevangenisstraf waren ontkomen. Dit idee vormde de basis voor de vervolgfilm Magnum Force.
Warner Brothers wilde dat Sydney Pollack of Irvin Kershner de film zou gaan regisseren. Kershner werd uiteindelijk gehuurd toen Frank Sinatra aan de hoofdrol werd verbonden. Nadat Sinatra echter de film verliet, deed Kershner dit ook. Daarna werd Don Siegel gehuurd om de film te regisseren.
Het personage Scorpio was gebaseerd op de echt bestaande Zodiac Killer, die in de jaren 60 meerdere moorden pleegde.

### Acteurs
De rol van Harry Callahan zou volgens het scenario moeten gespeeld worden door een man van in de 50. Clint Eastwood was op voorhand dan ook niet de eerste keuze. Robert Mitchum, John Wayne, Burt Lancaster en Frank Sinatra werden de rol aangeboden en Sinatra nam de rol aan. Echter, nog voor de opnamen konden beginnen, overleed zijn vader en zo besloot Sinatra om wat minder zware rollen te spelen en af te zien van Dirty Harry. Nadat Sinatra het project verliet, en Don Siegel de nieuwe regisseur werd, begonnen de producenten te denken aan een jongere acteur voor de hoofdrol. Eerst werd gedacht aan Marlon Brando maar hij werd nooit benaderd. Zowel Steve McQueen als Paul Newman sloegen de rol af, maar Newman adviseerde Siegel om Eastwood aan te nemen als acteur. Eastwood nam de film aan en zo speelde hij de rol van Harry Callahan.
Audie Murphy werd als eerst benaderd om de rol van Scorpio te spelen, maar hij overleed bij een vliegtuigramp voor hij een oordeel kon geven. De rol ging uiteindelijk naar de relatief onbekende acteur Andy Robinson. Halverwege de opnames moest Siegel de productie stopleggen omdat Robinson niet kon omgaan met het pistool. Ondanks trainingen knippert Robinson nog steeds met zijn ogen als hij een schot afvuurt.

### Ontvangst
Dirty Harry werd goed ontvangen door de critici en wordt gezien als een van de beste films uit 1971. De film had anno 2015 een score van 95% van de critici en een score van 90% van het publiek op Rotten Tomatoes en een 7,8 op IMDb.
De film werd genomineerd voor een Edgar Allen Poe Award in de categorie 'beste scenario'. In 2008 werd Dirty Harry door filmtijdschrift Empire geplaatst bij The 500 Greatest Movies of All Time.
De première van de film was in Amerika op 22 december 1971. De film zou uiteindelijk $35.976.000 opbrengen, wat een financieel succes betekende in vergelijking met het budget van $4 miljoen.
De film komt in vele lijsten voor, en zo ook in de lijst van de 100 beroemdste filmcitaten van het AFI. Het volgende citaat eindigde op de 51ste plaats in de lijst.
I know what you're thinking — "Did he fire six shots or only five?" Well, to tell you the truth, in all this excitement, I've kinda lost track myself. But, being as this is a .44 Magnum, the most powerful handgun in the world and would blow your head clean off, you've got to ask yourself one question: "Do I feel lucky?" Well, do ya, punk?

## Filmmuziek
De muziek voor de film werd gecomponeerd door Lalo Schifrin, die al eerder de muziek produceerde voor Siegels films Coogan's Bluff en The Beguiled. De film bevat invloeden van klassieke muziek, jazz, psychedelische rock in een stijl die het best kan worden omschreven als acid jazz.

## Vervolgen
De film kreeg in totaal vier vervolgen, allemaal met Clint Eastwood in de rol van Dirty Harry:
- Magnum Force (1973)
- The Enforcer (1976)
- Sudden Impact (1983)
- The Dead Pool (1988)

## Trivia
- Nadat de film was uitgekomen, ontving acteur Andy Robinson meerdere doodsbedreigingen.
- De scène waarin een persoon zelfmoord probeert te plegen door van het dak af te springen, werd geregisseerd door Eastwood.